# Maria Luisa Busi
Maria Luisa Busi (Milano, 24 marzo 1964) è una giornalista e conduttrice televisiva italiana.

## Biografia
Nata a Milano, ma cresciuta a Cagliari. Entra alla Rai dopo aver lavorato nella emittente cagliaritana Sardegna Uno. Nell'ottobre 1991 conduce il telegiornale di Unomattina su Rai 1, per poi passare all'edizione principale delle ore 20.
Su idea del direttore del TG1 Gianni Riotta, il 12 ottobre 2006 inaugura l'editoriale da studio. Nel marzo del 2010, in un'intervista a la Repubblica, prende posizione contro l'allontanamento dal TG1 dei colleghi Tiziana Ferrario, Paolo Di Giannantonio, Piero Damosso e Massimo De Strobel, per decisione del direttore Augusto Minzolini, parlando di «rappresaglia» e di un «clima irrespirabile». Nonostante Maria Luisa Busi possa rilasciare interviste nell'esercizio delle sue funzioni di sindacalista come consigliere nazionale della Federazione Nazionale della Stampa Italiana, alla sua presa di posizione segue l'invio da parte di Minzolini di una lettera di contestazione formale per aver concesso l'intervista senza autorizzazione, chiedendo l'apertura di un procedimento disciplinare al capo del personale. Il 21 maggio 2010, in conseguenza dei persistenti contrasti con la linea editoriale, Maria Luisa Busi rassegna le dimissioni dalla conduzione del TG1 delle 20.
Nell'autunno del 2010 conduce la trasmissione Articolotre su Rai 3, trasmissione sospesa dopo un mese per scarsi ascolti.
Nel novembre 2010 pubblica il libro Brutte notizie, nel quale parla della sua esperienza in Rai e delle influenze politiche sul giornalismo italiano.
Torna poi al Tg1 su incarico del nuovo direttore Mario Orfeo, come caporedattore centrale di TV7 e dello Speciale TG1, prendendo il posto di Monica Maggioni, passata alla direzione di Rai News. Il 5 ottobre 2016 il direttore Mario Orfeo la nomina vicedirettrice del Tg1.

## Vita privata
È sposata dal 2004 con il giornalista del TG3 Riccardo Chartroux; la coppia ha due figlie.

## Televisione
- TG1 (Rai 1, 1991-2010)
- Articolotre (Rai 3, 2010)

## Opere
- Maria Luisa Busi, Brutte notizie. Come l'Italia vera è scomparsa dalla TV, Milano, Rizzoli, 2010, ISBN 978-88-17-04763-0.

## Riconoscimenti
- Premio Nazionale Paolo Borsellino informazione contro la mafia (1994)[12]
- Premio giornalistico televisivo Ilaria Alpi (1999) per un servizio dello Speciale TG1 sull'immigrazione a Milano[13]
- Premiolino (2000)[14]
- Premio Saint-Vincent di giornalismo (2005)[15]
- Premio "Penne pulite"
- Menzione d'onore al "Premio documentaristi Montecarlo"